# Thanos
Thanos er en fiktiv superskurk fra Marvel-universet. Han er hovedantagonisten i filmene Avengers: Infinity War (2018) og Avengers: Endgame (2019), hvor han spilles af Josh Brolin.